# Cantón Cuyabeno
El Cantón Cuyabeno es una municipalidad de la provincia de Sucumbíos. Su cabecera cantonal es la ciudad de Tarapoa.  Su población es de 7.133 habitantes, tiene una superficie de 3.875 km².  Su alcalde actual para el período 2019 - 2023 es Nelson Yaguachi.  Tiene un clima tropical húmedo por encontrarse en la Amazonía ecuatoriana.

## Límites
- Al norte con los cantones Lago Agrio y Putumayo.
- Al sur los cantones Shushufindi y Aguarico de la provincia de Orellana los cuales les separa el Río Aguarico.
- Al este con la frontera de  Perú.
- Al oeste con los cantones de Shushufindi y Lago Agrio.

## División política
Cuyabeno tiene tres parroquias:

### Parroquias urbanas
- Tarapoa (cabecera cantonal)

### Parroquias rurales
- Cuyabeno
- Aguas Negras